# Спортивний провулок (Харків)
Провулок Спортивний — провулок у Салтівському районі Харкова. Пролягає від проспекту Героїв Харкова до вулиці Металіста.

## Історія
Виникнення провулка пов'язане з будівництвом робітничого селища «Металіст» у 1920-тих роках. Для робітників були зведені двоповерхові котеджі на 4 квартири за проєктом архітектора В. К. Троценка. Провулок названо Спортивним у зв'язку з тим, що на його парному боці був розташований стадіон заводу «Серп і Молот». Стадіон був побудований на початку ХХ століття за ініціативою і при фінансовій участі акціонерного товариства «Гельферихъ-Саде» і отримав назву «Спартак», а пізніше називався «Сільмаш». Назва Спортивного провулку є в переліку вулиць за 1938 рік.

## Будинки
- Будинки № 5, 7, 9 — пам'ятки архітектури Харкова, охорон. № 457, 458, 459, 1923—1924 роки. Архітектор В. К. Троценко. Колишні котеджі робітничого селища «Металіст», не використовуються.